# Viscount Plumer

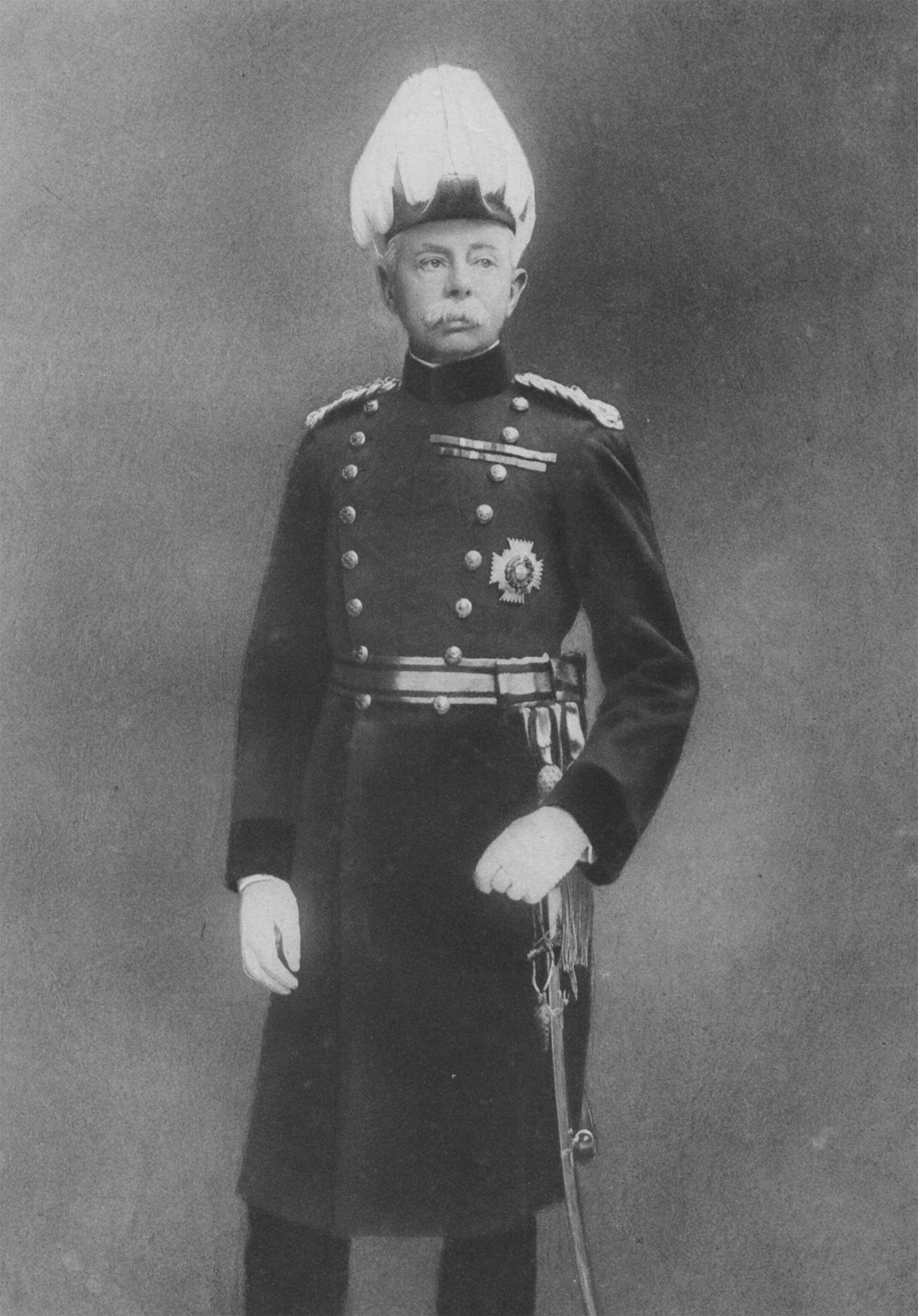
Herbert Plumer, 1. Viscount Plumer

Viscount Plumer, of Messines and of Bilton in the County of York, war ein erblicher britischer Adelstitel in der Peerage of the United Kingdom.

## Verleihung und Geschichte des Titels
Der Titel wurde am 24. Juni 1929 für den Feldmarschall Herbert Plumer, 1. Baron Plumer geschaffen.
Bereits am 4. Oktober 1919 war er, ebenfalls in der Peerage of the United Kingdom, zum Baron Plumer, of Messines and of Bilton in the County of York, erhoben worden. Die territoriale Widmung beider Titel bezieht sich auf die siegreiche Schlacht bei Messines 1917, die Plumer kommandiert hatte.
Beide Titel erloschen beim Tod seines Sohnes Thomas Plumer, des 2. Viscounts am 24. Februar 1944.

## Liste der Viscounts Plumer (1929)
- Herbert Plumer, 1. Viscount Plumer (1857–1932)
- Thomas Plumer, 2. Viscount Plumer (1890–1944)